# Howie Mandel
Pour les articles homonymes, voir Mandel.
Howard Michael Mandel II, dit Howie Mandel, né le 29 novembre 1955 à Toronto, est un acteur, scénariste et producteur de cinéma canadien.

## Biographie
Mandel naît dans le quartier de Willowdale à Toronto. Il est entre autres l'animateur du jeu télévisé américain Deal or No Deal, de 2005 à 2008 et depuis 2018, équivalent de À prendre ou à laisser en France et Le Banquier au Québec.
Depuis 2010, il fait partie du jury de l'émission télévisée américaine America's Got Talent.
Le syndrome de Gilles de La Tourette lui a été diagnostiqué avec un TDAH.

## Filmographie

### Comme acteur
- 1981 : Gas : Matt Lloyd
- 1982 : Laugh Trax (série TV) : Various
- 1983 : The Funny Farm : Larry Pound
- 1984 : The Princess Who Had Never Laughed (TV) : Wienerhead Waldo
- 1984 : Gremlins : Gizmo (voix)
- 1986 : Un sacré bordel (A Fine Mess) : Dennis Powell
- 1987 : Walk Like a Man : Bobo Shand
- 1989 : Little Monsters : Maurice
- 1990 : Howie and Rose (TV) : Howie
- 1990 : Mother Goose Rock 'n' Rhyme (TV) : Humpty Dumpty
- 1990 : Gremlins 2: La nouvelle génération (Gremlins 2: The New Batch) : Voice of Gizmo (voix)
- 1990 : Bobby's World (série TV) : Bobby Generic / Howard Generic (voix)
- 1990 : Good Grief (série TV) : Ernie Lapidus
- 1992 : The Amazing Live Sea-Monkeys (série TV) : The Professor
- 1992 : The Tonight Show with Jay Leno (série TV) : Various Characters (1992- )
- 1993 : David Copperfield (TV) : Mealy (voix)
- 1994 : Shake, Rattle and Rock! (TV) : Danny Klay
- 1994 : In Search of Dr. Seuss (TV) : The Voice of Sam-I-Am (voix)
- 1994 : Le Jeune ninja 2 (Magic Kid II) : Moe
- 1995 : Harrison Bergeron (TV) : Charlie (of 'Chat with Charlie')
- 1996 : Loïs et Clark (TV) : Mr. Mxyzptlk (Épisode 11 de la Saison 4 : La boucle du temps)
- 2000 : Spin Cycle : Cody
- 2000 : Tribulation : Jason Quincy
- 2000 : The Tangerine Bear : Jack (voix)
- 2001 : Spinning Out of Control (TV) : Marty Levinne
- 2002 : Hansel and Gretel (en) de Gary J. Tunnicliffe (en) : The Sandman
- 2003 : Untitled Howie Mandel Project (TV)
- 2004 : Crown Heights (TV) : Rabbi
- 2004 : Pinocchio le robot (Pinocchio 3000) : Spencer (voix)
- 2005 : Hidden Howie (série TV) : Howie Mandel
- 2006 : Las Vegas (Saison 3, épisode 16): Lui-même
- 2007 : Earl (My Name Is Earl) (Saison 3, épisode 4) (série TV) : Lui-même
- 2008 : Monk (Saison 6, épisode 11 et Saison 7, épisode 7) (série TV) : Ralph Roberts
- 2012 : The Big Bang Theory (Saison 6, épisode 4) (série TV) : Lui-même
- 2015 : Sept jours en enfer (7 Days in Hell) de Jake Szymanski : le prince Edward
- 2017 : Superstore (Saison 3, épisode 1): Lui-même
- 2019 : Harley Quinn (Saison 1, épisode 2) (série TV) : Lui-même (voix)

### Comme producteur
- 1997 : Howie Mandel on Ice (TV)
- 1998 : The Legend of Willie Brown
- 1998 : The Howie Mandel Show (série TV)
- 2005 : Hidden Howie (série TV)
- 2011 : Mobbed (émission TV)

### Comme scénariste
- 1986 : The Young Comedians All-Star Reunion (TV)
- 1997 : Howie Mandel on Ice (TV)

## Anecdotes
Il souffre d'un trouble obsessionnel compulsif (TOC) : il a une peur irraisonnée des microbes. Il s'est donc fait raser la tête et ne serre pas la main. Mais dans une émission de America's Got Talent (où il officie comme juge), un candidat, Chris Jones, a réussi à lui serrer la main en l'hypnotisant.